# Эмпирическая эстетика
Эмпирическая эстетика (англ. empirical aesthetics) — поле научного знания, которое использует эмпирические методы для изучения эстетики. Эмпирическую эстетику можно рассматривать как зонтичный термин, который включает в себя такие направления как: эстетика естественной среды, эволюционная эстетика, нейроэстетика, вычислительная эстетика, эстетическая медицина и экспериментальная эстетика. Эмпирическая эстетика существует на стыке естественных наук и философии.

### История появления
Основателем эмпирической эстетики считается Густав Теодор Фехнер. Он верил в существование базовых принципов красоты и искусства, которые можно выявить экспериментально методами психофизики. Фехнер полагал, что эмпирическая эстетика, будучи научной дисциплиной, должна заниматься поиском специфических фактов, из которых впоследствии можно было бы вывести основные принципы и наконец сформулировать базовую теорию эстетики. Однако такой индуктивный подход не дал каких-либо устойчивых результатов.
С приходом в психологию моды на бихевиоризм, эмпирическая эстетика повернулась к индивидуальным различиям. Бихевиористический подход стремился объяснить, каким образом одни стимулы вызывают большее наслаждение, чем другие. Большое количество исследователей подходили к вопросу с позиции измерения различных психических и сенсорных способностей человека. Наиболее известными из них являются Тест визуальной эстетической чувствительности Ганса Айзенка и Тест эстетического восприятия Нормана Майера.
Параллельно с бихевиоризмом развивался гештальт подход к эмпирической эстетике. Принципы гештальта широко применяются в дизайне и на сегодняшний день. Наиболее известны теоретические работы Рудольфа Арнгейма, в которых он провел параллель между традиционной подготовкой деятелей изящных искусств и принципами гештальта. Следующий виток эмпирической эстетики связан и именем Дэниела Берлина. Его программа под названием «Психобиологическая эстетика» является прародительницей современной эмпирической эстетики.
В своей книге «Эстетика и психобиология» он определил 3 типа переменных, которые определяют способность стимула к вызову возбуждения в организме:
1. психофизические переменные, такие как яркость, сатурация, длина цветовой волны и тому подобное;
2. экологические переменные, которые вероятно могут быть связаны с биологически важной активностью;
3. сопоставительные характеристики, такие как новизна, удивление, неоднозначность, сложность и другие, которые позволяют нам сравнивать текущий опыт с предшествующим[6].

Таким образом Берлин представил ответ на вопрос, от чего зависит меняющаяся потребность к восприятию сложных или простых объектов.
Колин Мартиндейл разработал коннекционистскую модель, которая объясняла влияние эффектов прототипичности на эстетические предпочтения в виде результата работы базовых когнитивных функций. Результатом работы Мартиндейла стала возможность моделировать эстетический опыт на основе активации сенсорных, гностических, семантических и эпизодических анализаторов. Чем больше ансамблей когнитивных юнитов будут активированы, тем больше ожидаемое удовольствие от стимула. Эксперименты Мартиндейла и коллег продемонстрировали, что именно прототипичность является ключевым компонентом в моделировании эстетической оценке, подвергнув сомнению идею Берлина о сопоставительных характеристиках.

### Современные модели эстетической оценки
В современной эмпирической эстетике условно можно выделить 4 подхода к моделированию эстетической оценки.
Первая связана с беглостью обработки и является продолжением взглядов Мартиндейла на роль прототипичности в эстетической оценке. Ребер и коллеги заметили связь между беглостью обработки и чувством удовольствия, которое при этом возникает. Таким образом, когда мы полагаемся на наши чувства для субъективной оценки объекта, мы склонны воспринимать объекты, которые мы обрабатываем более бегло с красотой и привлекательностью.
Однако иногда мы получаем удовольствие от восприятия многоплановых, сложных объектов, в которых нам многое недоступно, и мы неизбежно сталкиваемся с трудностями в их оценке. В попытке объяснить это разделение была создана модель Удовольствия-Интереса в эстетической оценке. Эта модель подразумевает два типа процессов: автоматические, которые работают по принципу беглости и связаны с получение удовольствия, и контролируемые, которые связаны с высоким уровнем мотивации и произвольным вниманием, результатов такой обработки является субъективное чувство интереса по отношению к объекту.
Ещё одним подходов является информационная модель эстетической оценки Ледера и коллег.
Данная модель состоит из пяти ступеней информационной обработки:
1. Перцептивная обработка (Perceptual analyses). На данной стадии происходит обработка физических характеристик объекта. Например, вычленение симметрии или насыщенности признаками. Данная стадия происходит "снизу-вверх", ключевыми на ней являются атрибуты стимула.
2. Интеграция имплицитной памяти (Implicit memory integration). На ней происходит сопоставление полученной перцептивной информации с прошлым опытом. Возвращаясь к вопросу о прототипичности, необходимо подчеркнуть, что она напрямую зависит от индивидуального опыта, поэтому подключение памяти будет обязательным условием.
3. Эксплицитная классификация (Explicit classification). На этой стадии ключевым факторам является экспертность. Человек анализирует не только воспринимаемый объект, но и пытается встроить его в классификацию, например, опираясь на знания о стилях.
4. Когнитивный мастеринг (Cognitive mastering). Данная стадия стадия связана с приданием интерпретации и смысла воспринимаемому объекту. Это становится возможным благодаря интеграции информации, полученной на предыдущих трех этапах.
5. Оценка (Evaluation). На финальной стадии мы вырабатываем свою субъективную оценку. Эстетическое суждение, и сопровождающие его эстетические эмоции являются основным исходом данной стадии[12].

Информационная модель постоянно обновляется, в том числе используя свидетельства нейронаук.
Также следует отметить нейроэстетические модели. С помощью нейрофизиологических методов, нейроимаджинга и методов мозговой стимуляции было продемонстрировано, что процесс эстетической оценки сопровождается координированной активацией в префронтальной, теменной и височной зонах коры больших полушарий, а также системы вознаграждения и многочисленных сенсорных регионов коры.

### Перспективы развития
Перспективы развития эмпирической эстетики в первую очередь лежат в сфере коммуникации с гуманитарными науками, такими как философия и история искусства. Эмпирическая эстетика неразрывна связана с когнитивными исследованиями и нейронауками, потому что так или иначе оценка искусства и его создание являются формами человеческого поведения и связаны с мозговыми и познавательными механизмами. Однако при этом важно понимать, что рассмотрение вопросов эстетики возможно лишь с помощью диалога и интеграции концептуально и методологически различных точек зрения.